# Desktop-Computer

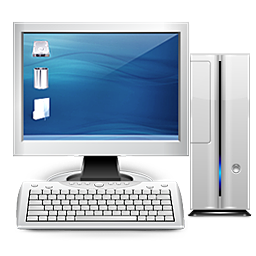
Illustration eines Desktop-PC mit stehendem Tower

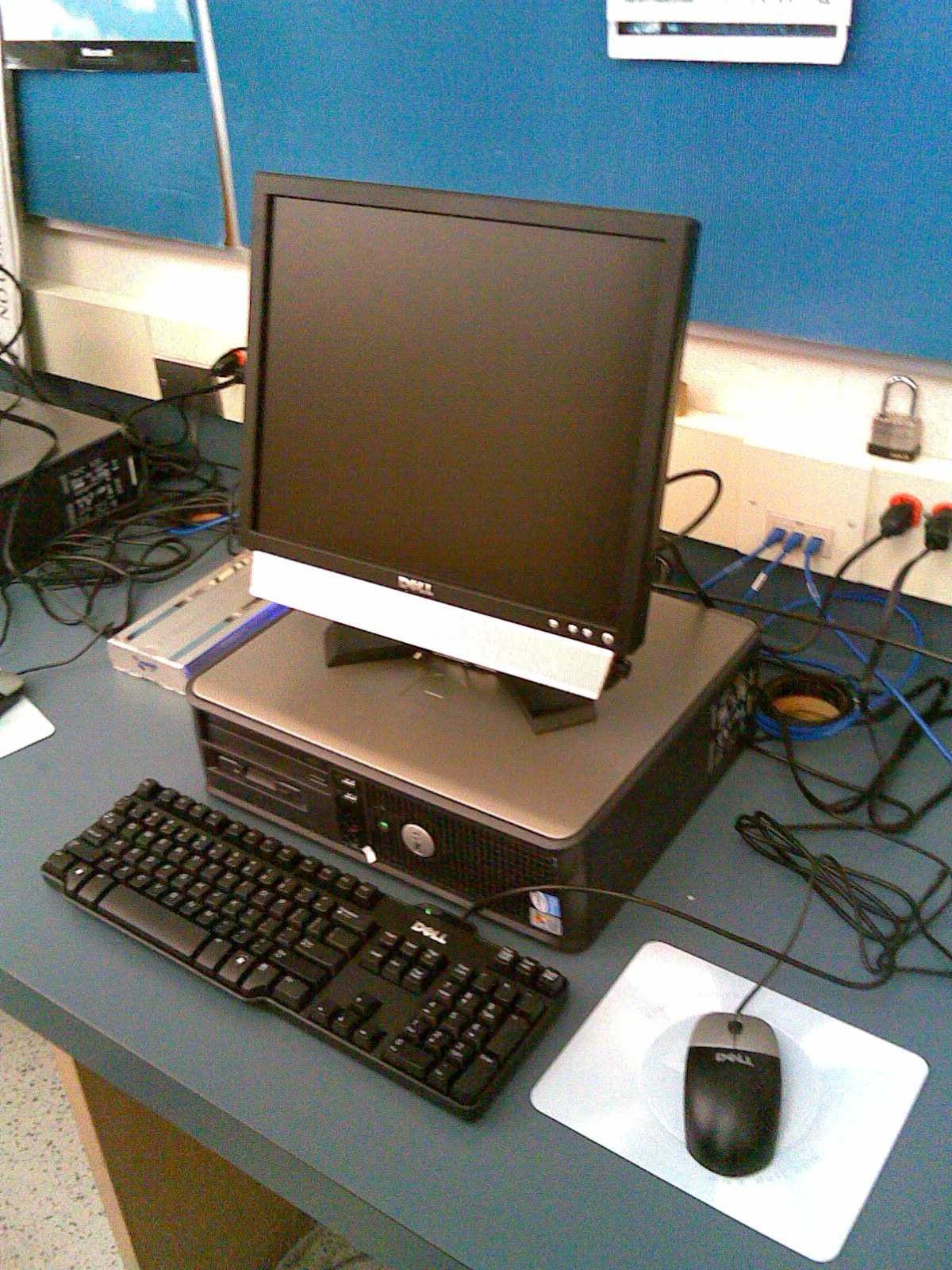
Desktop-Computer mit Monitor auf liegendem Gehäuse

Ein Desktop-Computer, kurz „Desktop“ (entlehnt aus dem englischen desk für „Schreibtisch“ und top für „Oberfläche“, wieder zusammengesetzt also ein [Schreib]Tisch-Rechner), ist ein Computer in einer Gehäuseform, passend für den Einsatz als Arbeitsplatzrechner auf Schreibtischen. Der Begriff wird meist synonym zu Desktop-PC benutzt, es sind also Personal Computer gemeint. Derartige Rechner sind üblicherweise Allzweckrechner und somit theoretisch – nur gebremst durch die meist limitierte Leistungsfähigkeit (englisch performance, z. B. per Benchmarks mess- und vergleichbar) – in der Lage, nahezu alles zu berechnen.

## Einsatz
Heutzutage werden Desktops massenweise in Unternehmen eingesetzt. Der Hauptgrund dafür ist die doppelte Einsatzfähigkeit. Die modernen Desktops sind sowohl liegend als auch stehend einsetzbar, mit diesem Vorteil ist man flexibel und kann den Desktop nach den gegebenen Möglichkeiten aufstellen. Üblicherweise sind dann die optischen Laufwerke entweder sowohl waagerecht wie auch senkrecht nutzbar oder auch um 90° gedreht einzubauen.

## Geschichte
Der erste frei programmierbare kommerzielle Tischrechner der Welt war der „Programma 101“ von Olivetti aus dem Jahr 1965; in der Werbeanzeige wird er erstmals in der Literatur auch als Tischcomputer bezeichnet (Computer war damals ein Synonym für Rechner). Ab 1968 produziert Hewlett-Packard den Tischrechner HP-9100A, der in einer Werbeanzeige erstmals in der Literatur als Personal Computer bezeichnet wird, obgleich er weder preislich noch technisch dem heutigen Verständnis eines PCs entspricht. Er kostete rund das Doppelte eines damaligen durchschnittlichen Bruttojahresgehaltes. Da beide Geräte über kein alphanumerisches Display verfügen, können sie als anspruchsvolle programmierbare Rechner betrachtet werden. 

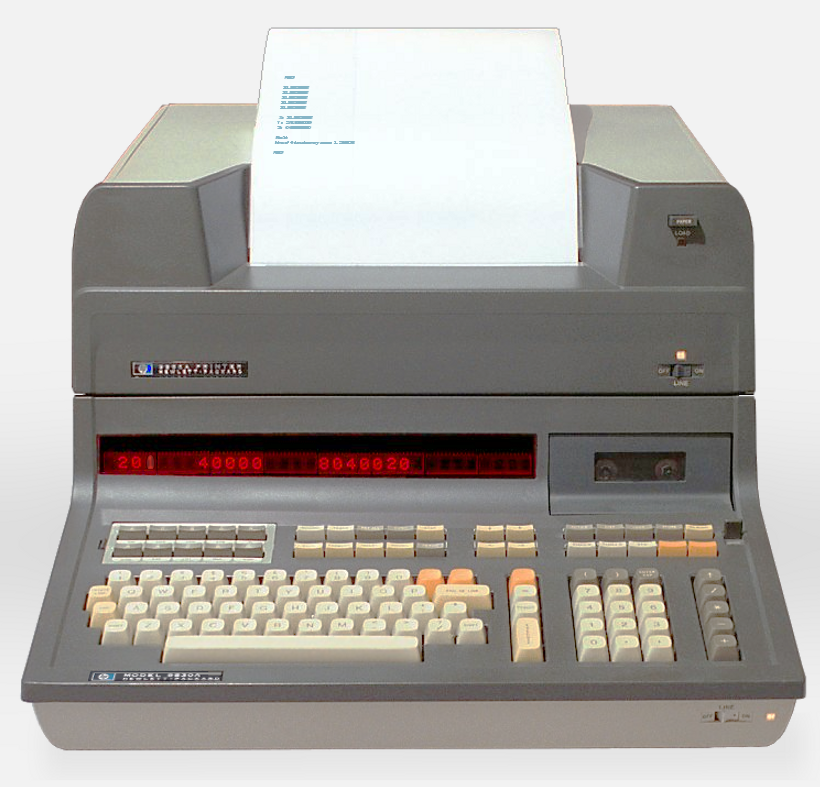
HP 9830A von 1972
mit Druckaufsatz HP-9866

 Im Unterschied zu diesen beiden Geräten verfügte der 1972 veröffentlichte HP-9830 über einen im ROM integriertem BASIC-Interpreter, sodass er nicht mehr in einem reinen Maschinencode programmiert werden muss; dank einer vollständigen alphanumerischen Tastatur und seinem alphanumerischen Display schlägt er eine Brücke zwischen einem üblichen Tischrechner und einem All-in-one-Desktop-Computer. Zwar besitzt dieses Gerät nur eine einzige Bildschirmzeile mit lediglich 32 Zeichen. Zudem ist er mit 5.975 US-Dollar (was auf das Jahr 2025 bezogen einem Wert von 44.791 US-Dollar entspricht) für Privathaushalte kaum erschwinglich. Dennoch kommt er dem heutigen Verständnis zum Begriff Personal Computer schon recht nahe und gilt daher manchen Menschen als erster Desktop-PC der Welt.
Im April 1977 erschien mit dem Apple II einer der ersten PCs, der weitere Verbreitung fand und bspw. als Desktop-PC auf Arbeitsplätzen genutzt wurde. Sein 6502-Prozessor taktete mit etwa einem Megahertz. Der Bildschirm konnte maximal 16 Farben darstellen und arbeitete mit 5¼″-Disketten. Es wurden 4 bis 64 kiB RAM verbaut. 4 Jahre später, im August 1981, erschien MS-DOS, das in den Folgejahren als das Basisbetriebssystem für Desktop-Computer schlechthin wurde. Die ersten Versionen arbeiteten ausschließlich mit Disketten; doch ein wenig später wurden intern verbaute Festplatten üblich, sodass sich das Betriebssystem in späteren Versionen auf einem Desktop-Computer installieren ließ. Ab etwa Mitte der 1990er bekamen Desktop-Rechner allmählich das CD-Laufwerk hinzu, um beispielsweise Betriebssysteme wie Windows 95 zu installieren oder Musik-CDs zu hören. Zu der Zeit wurden Standrechner als Bauform für PCs populär (unter anderem wird die Bedienung auch für Nicht-Experten einfacher), und auch die Aufrüstbarkeit wurde durch weitere Peripherietypen interessanter. So wurden Grafikkarten verbreitet, um auch Spiele in der dritten Dimension zu genießen, oder dank Soundkarten für damalige Verhältnisse klare Klänge zu erleben. Durch die Miniaturisierung der Bauteile passen mehr Komponenten in einen Desktop-PC rein oder haben bei gleicher Größe mehr Leistung. Die 3,5"-Diskette wurde die Standarddiskette und bot mehr Speicherplatz als der größere Vater.

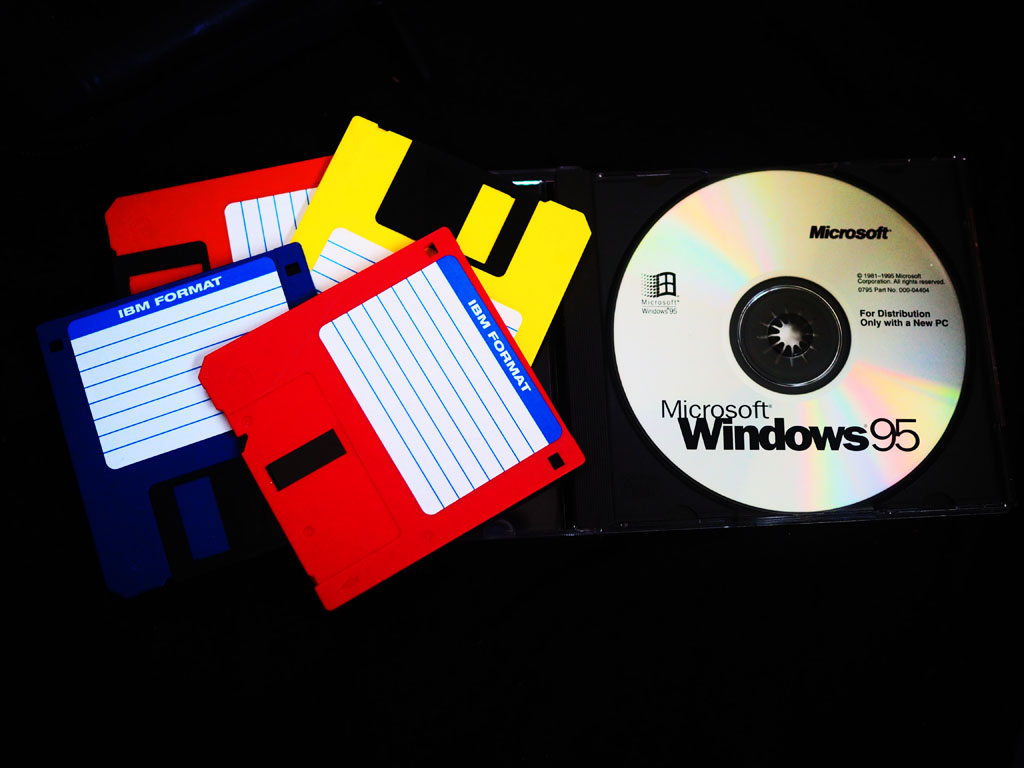
Für eine Installation brauchte man später immer öfter mehr als eine Diskette – ein großer Nachteil zur CD

Ab der Windows-XP-Ära wurde jedoch die Diskette langsam aber sicher als Speichermedium obsolet, und Desktop-PCs setzen nun vermehrt auf CD- und DVD-Laufwerke. Mit dem technologischen Fortschritt begann auch eine Diversifizierung in unterschiedliche Desktop-Typen. Je nach Einsatzzweck wurden Modellreihen wie Bürorechner, die meist preisgünstiger sind, oder auch Gaming-PCs, die mehr Leistung boten, vermarktet. Unter der Haube hat der Desktop-PC in den 2010ern einige Verbesserungen erhalten. So wurden interne Festplatten durch SSDs ersetzt, die schneller arbeiten und resistenter gegen Erschütterungen sind, und auch das CD- bzw. DVD-Laufwerk wurde weggelassen, da immer mehr Spiele und Installationsprogramme über das World Wide Web bezogen werden können (in Deutschland ist jedoch die Internetabdeckung länger spärlich). Die Leistungszuwächse über Jahre erlauben neben der Auswahl nach Einsatzzweck auch die flexiblere Auswahl der physischen Größe eines Desktop-Computers. Typischerweise kommt als „Tower“ ein ATX-Format zum Einsatz. Je nach Wunsch können jedoch auch E-ATX-Gehäuse für bspw. HEDTs und Workstations oder kompaktere Gehäuse genutzt werden, wo weniger Freiraum im Desktopinneren vorhanden ist. Noch größere Gehäuse sind eher Servern vorbehalten, und das untere Ende stellen üblicherweise Small-Form-Factor-Gehäuse dar.

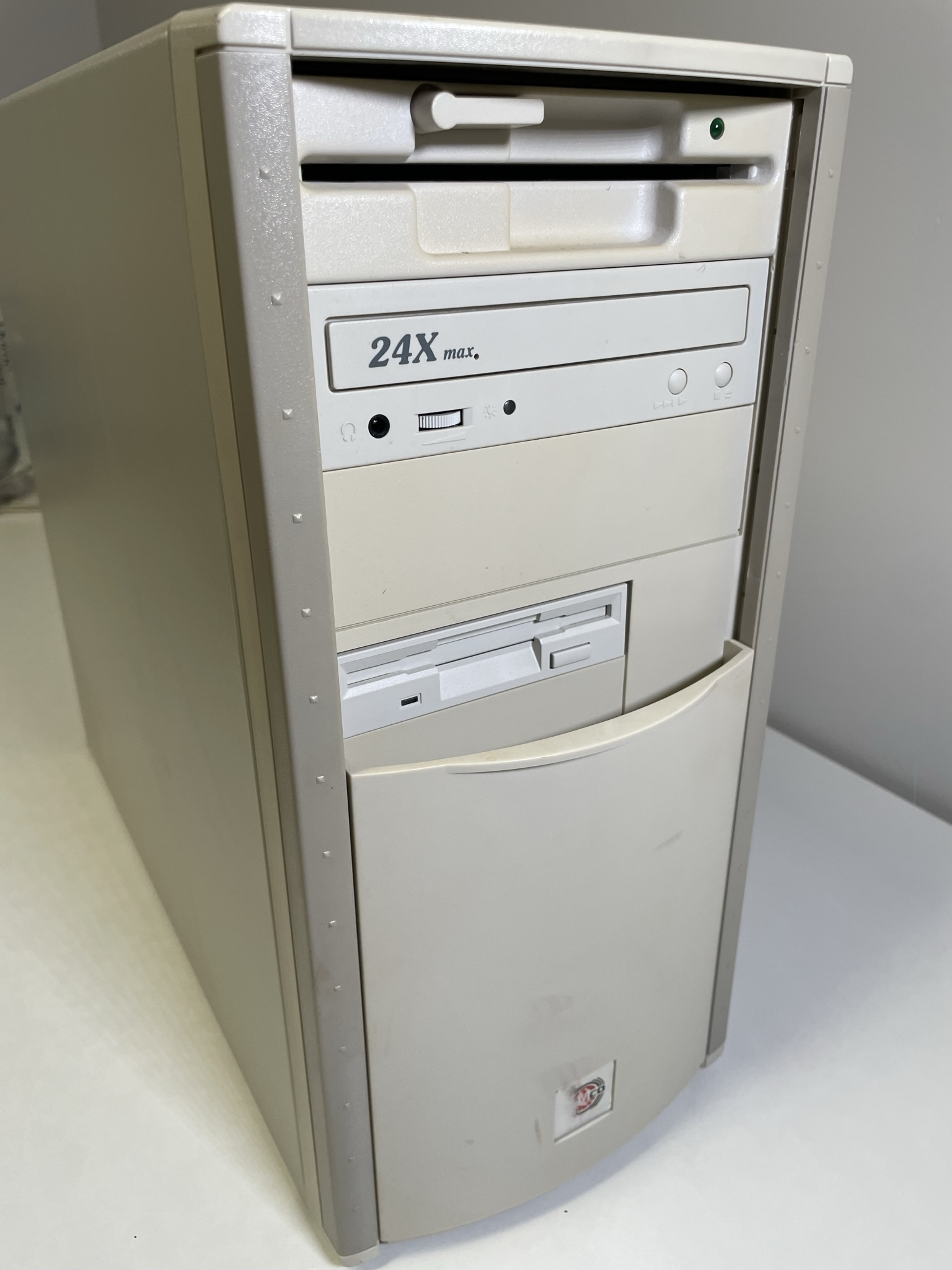
PC damals noch mit Diskettenlaufwerk (oben)

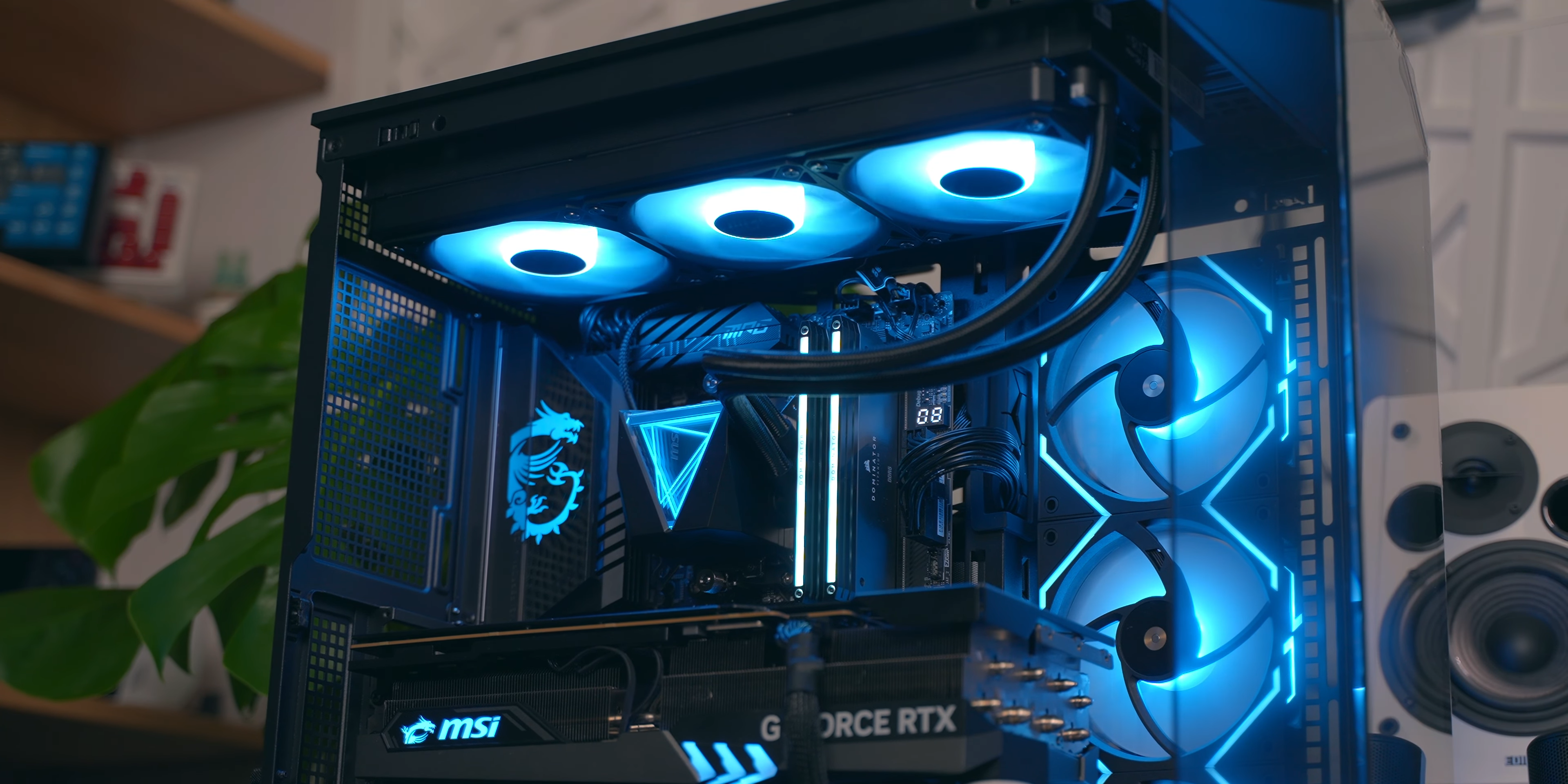
Gaming-Gehäuse bieten meist Einblicke und werden mit bunten Farben von einigen als Augenschmaus gesehen

Während in den 1990ern die grauen Gehäuse dominierten, können die Rechnerhüllen heute schlicht oder farbenfroh mit RGB-Lichtern und vielen Lüftern mit schnittigem Design versehen werden, wobei meist mindestens eine Fläche gläsern ist, um das Innenleben bestaunen zu können. In letzterem Fall wird aufgrund der Ästhetik der PC gerne auf den Arbeitstisch gestellt. Oftmals steht er jedoch auch links oder rechts auf dem Boden neben dem Benutzer. Ein horizontales Legen vor den Benutzer und unter den Monitor ist selten geworden, da meist Monitore aufgrund ihrer länglichen Standfläche und großen 16:9-Diagonale nicht mehr zwangsläufig auf das Gehäuse passen. Darüber hinaus kann der Airflow gestört sein. Desktop-PCs der 2020er setzen vorrangig auf USB-Anschlüsse, darunter auch USB-C. Aufgrund seiner Größe und stationären Stellung wird mit dem Desktop-Computer die obere Leistungsklasse öfter angepeilt.

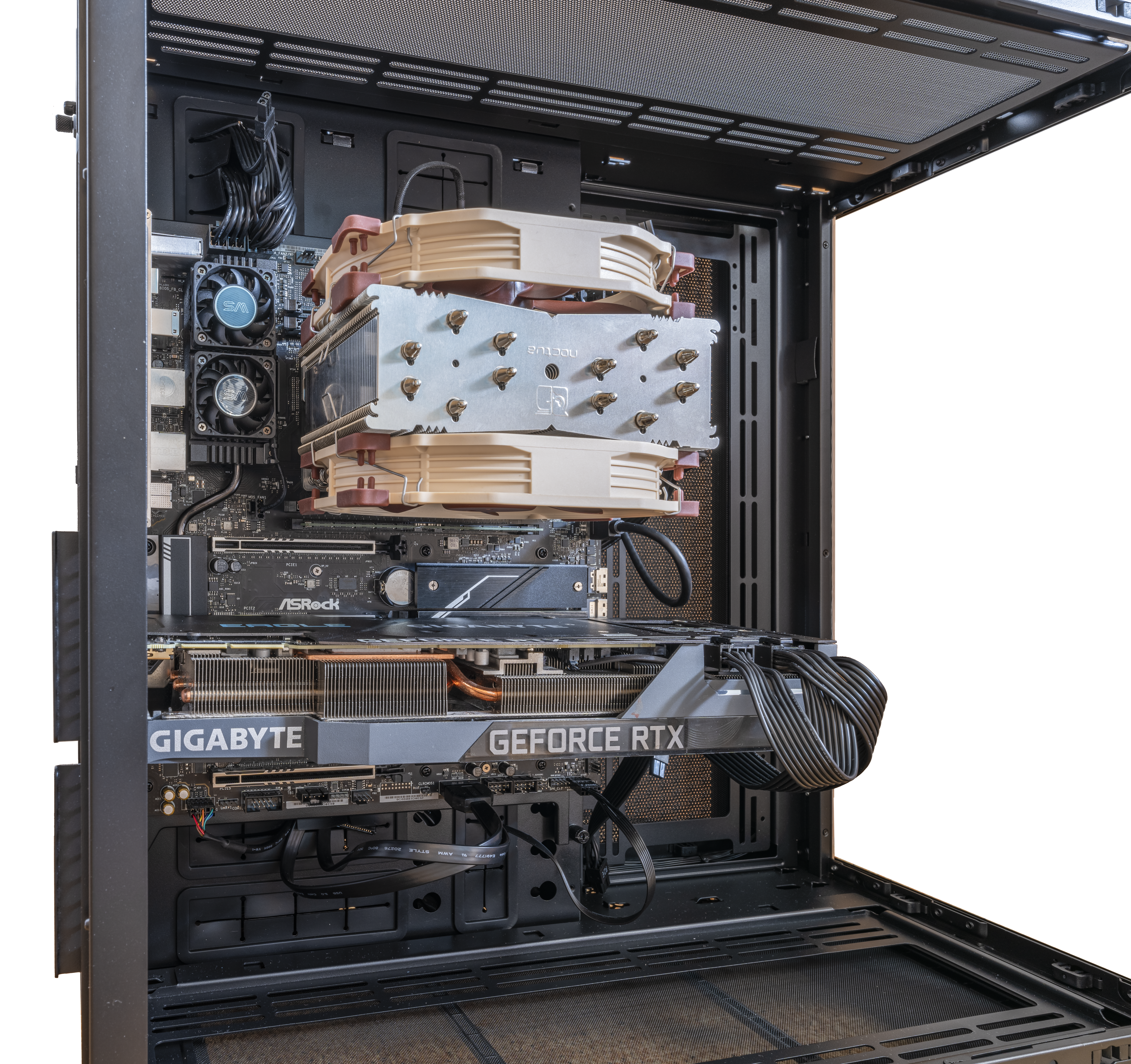
In den 2020ern werden bereits Workstations mit 32 vollwertigen Kernen oder mehr und 0,125–1 TiB RAM möglich

Mit Stand 2024 weisen anspruchsvollere Desktop-Rechner folgende mögliche Hardwareeigenschaften auf: 16–64 GiB RAM, HEDTs mit 128 GiB und sehr wenige Workstations 256 GiB oder mehr. Der Hauptdatenträger fasst 2 oder mehr TB. Dazu gibt es meist weitere Arbeitslaufwerke. Für den Gamingzweck kommt eine Hochleistungsgrafikkarte zum Einsatz, die 20 oder mehr TeraFLOPS schafft. Zudem werden zunehmend NPUs oder Grafikkarten mit lokalen KI-Kapazitäten in modernen Rechnern im höheren Leistungsspektrum verbaut.
Workstation-Modelle arbeiten mit entsprechenden Grafikkarten in einem Verbund von 2 oder mehr Karten. Die mögliche maximale Verlustleistung kann zwischen 700 und 1300 Watt liegen. Die CPU hat 8 oder mehr vollwertige Kerne und taktet maximal über 5 Gigahertz. Nimmt man den IBM PC XT von 1983 zur Referenz, hat sich die RAM-Kapazität um den Faktor 1.048.576 erhöht, die Taktrate etwa um den Faktor 1.100 und die Speicherkapazität (bezogen auf Festplattenmodelle) um den Faktor 1.000.000 bis etwa 2024 in Desktop-Computern erhöht. Als Wechseldatenträger kamen Disketten mit bis zu 360 kB zum Einsatz; heutige vergleichbare Einsatzmodelle haben in Form von USB-Sticks oder (micro)SDXC-Karten 1–2 Terabyte Kapazität und können somit etwa 2–5 Millionen Mal mehr speichern; bei deutlich kleinerer physikalischer Größe. Dank dem Desktop-Rechner als universelle Rechenmaschine kann dasselbe Gerät für Unterhaltungs- und für Büroarbeiten als Arbeitsplatzrechner genutzt werden. Durch Praktiken wie Homeoffice verschwimmen die Grenzen zwischen Desktop-Computer als Heimcomputer und Arbeitsplatzrechner immer mehr.

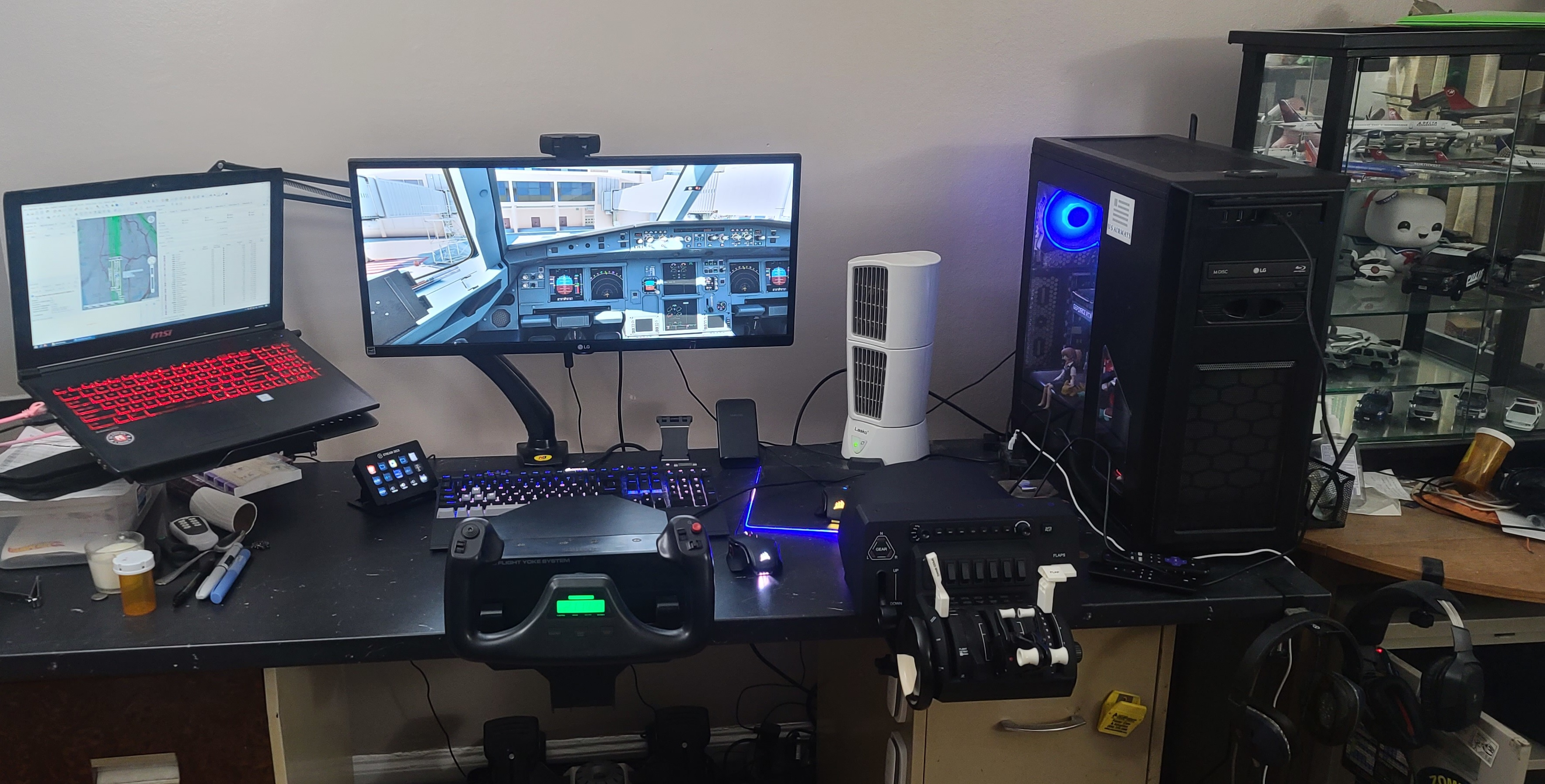
Der Laptop als Teil des Rechensystems mit Desktop kann entfernt und getragen werden

Aufgrund des technischen Fortschrittes und der Unhandlichkeit von Desktop-Rechnern ist ein mögliches Zukunftsszenario der Übergang zu tragbaren Computern als Hauptarbeitsgerät, ein Cloud-Ökosystem oder ein modulares System, bei der ein Basiscomputer von einem festen Arbeitsplatz abestöpselt werden kann, tragbar wird, aber weniger Leistung hat.

## Abgrenzungen zu anderen Bauformen
Die ursprüngliche Abgrenzung zwischen Desktop-Computern und beispielsweise Mini- oder Midi-Towern ist heute nicht eindeutig, da durch moderne Laufwerke das Gehäuse sowohl stehend oder liegend auf dem Schreibtisch positioniert werden kann, als auch, wie bei Midi-Tower oder Big-Tower, stehend unter dem Arbeitstisch. Welche Variante im Einzelfall genutzt wird, kann z. B. vom vorhandenen Platz, den Kabelverteilungen und Stromzugängen oder einfach der Vorliebe abhängig gemacht werden. Bis etwa Ende der 1980er Jahre war die liegende („Desktop“) Variante auf dem Schreibtisch vorherrschend, während sich im Laufe der 1990er Jahre die Towervariante mehr und mehr durchgesetzt hat. Manche Gehäuse sind für beide Verwendungen eingerichtet und bringen beispielsweise separate, optionale Standfüße für die vertikale Positionierung mit. CD-/DVD-Laufwerke können allerdings je nach Bauform einen waagerechten Einbau erzwingen, sowie einige ältere noch auf Kugellagern basierende Festplattenmodelle, die der Hersteller nicht für den senkrechten Einbau freigibt. Darüber hinaus ist es technisch gesehen ohne Bedeutung, ob ein Gehäuse auf oder unter einem Tisch steht, solange die Lüfter freigehalten werden.

## Neuerer Sprachgebrauch
Heute werden auch Mikrocomputer mit Tower-Gehäusen als Desktop-Computer bezeichnet, selbst wenn sie gar nicht mehr auf dem Schreibtisch stehen, sondern darunter. Entscheidend ist, dass sich der Mikrocomputer direkt am Arbeitsplatz befindet. Diese Desktop-Computer werden damit abgegrenzt von Laptops und Notebooks einerseits und von Servern und Workstations andererseits. Daher entspricht diese Verwendung des Begriffes mehr der Bedeutung von Arbeitsplatzrechner.
Wenn eigentlicher Rechner und der Monitor in einem Gehäuse zusammengefasst werden (Beispiel: iMac), spricht man auch von einem All-in-one-Computer.